# Aristid Lindenmayer
Aristid Lindenmayer fou un biòleg hongarès nascut el 17 de novembre de 1926 i mort el 10 d'octubre de 1989. És conegut principalment per haver inventat l'any 1968 una gramàtica formal avui anomenada L-system o sistema de Lindenmayer.
Per mitjà d'aquesta gramàtica es pot simular el desenvolupament cel·lular de plantes o bacteris. Així mateix permet la creació de fractals com la corba de Koch, el triangle de Sierpinski, la corba de Hilbert, etc.
Va treballar al centre de recerca de la universitat d'Utrecht.